# 젊은 나이로 잠들다

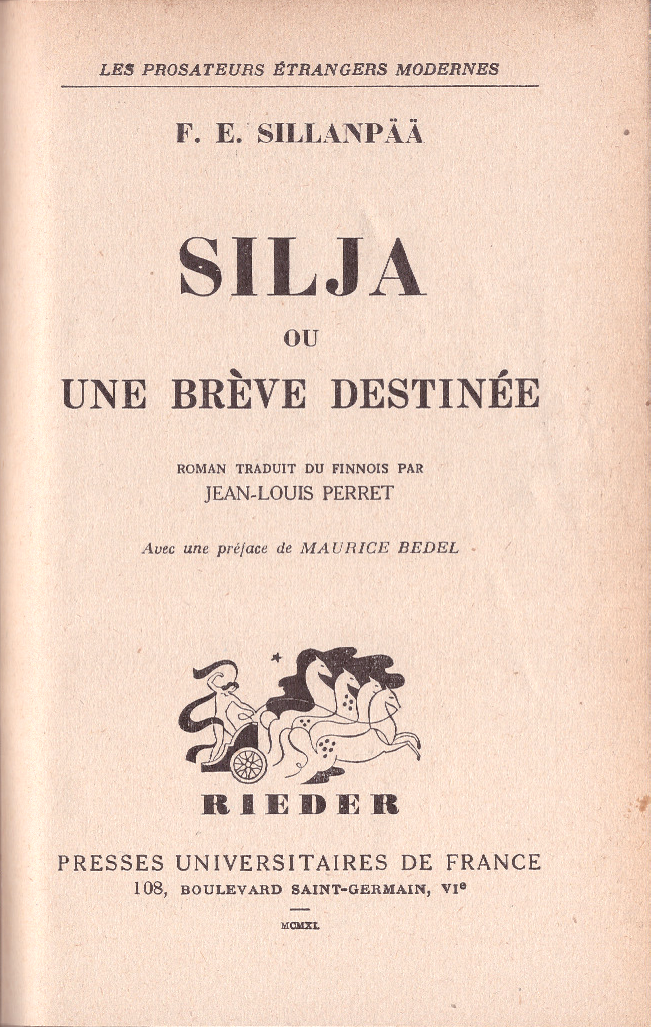

《젊은 나이로 잠들다》(Nuorena Nukkunut)는 소설가 프란스 에밀 실란패의 작품이다. 젊은 나이에 영원히 잠든 소녀 실챠의 일생을 그린 작품으로 멸망해 가는 농장주 살르메르스가(家)의 마지막 한 사람인 청순하고 가련한 딸이 폐병으로 죽기까지의 내용을 주로 하고 있다.
작품 전체에 작가 실란페의 로만티시즘과 휴머니즘이 기조를 이루고 있다. 전세계적으로 번역된 이 작품은 “원시신화나 전설시에서 찾아 볼 수 있는 아름다움을 간직하고 있다”는 평을 받고 있다.